# HMS Jupiter (F85)
HMS Jupiter (F85) là một tàu khu trục lớp J được Hải quân Hoàng gia Anh Quốc chế tạo vào cuối những năm 1930. Jupiter đã phục vụ trong Chiến tranh Thế giới thứ hai cho đến khi bị đánh chìm do trúng mìn trong Trận chiến biển Java ở Đông Ấn thuộc Hà Lan vào ngày 27 tháng 2 năm 1942.

## Thiết kế và chế tạo
Jupiter được đặt hàng vào ngày 25 tháng 5 năm 1937. Nó được đặt lườn tại xưởng tàu của hãng Yarrow & Company ở Scotstoun, Scotland vào ngày 28 tháng 9 năm 1937, được hạ thủy vào ngày 27 tháng 10 năm 1938 và nhập biên chế cùng Hải quân Hoàng gia Anh vào ngày 25 tháng 6 năm 1939.

## Lịch sử hoạt động
Vào ngày 29 tháng 11 năm 1941, Jupiter cùng với HMS Encounter được cho tách khỏi Hạm đội Địa Trung Hải để gia nhập Lực lượng G tại Colombo, Ceylon, và năm con tàu của lực lượng khởi hành ngay ngày hôm đó. Chúng gặp gỡ chiếc tàu chiến-tuần dương HMS Repulse ngoài khơi và cùng nhắm đến Singapore, đến nơi vào ngày 2 tháng 12. Họ trải qua một vài ngày nghỉ phép trên bờ và tái trang bị trong khi chờ đợi mệnh lệnh mới. Vào ngày 1 tháng 12, tin tức công bố về việc Sir Tom Phillips được thăng hàm Đô đốc và được chỉ định làm Tổng tư lệnh Hạm đội Đông. Vài ngày sau, Repulse bắt đầu hành trình đi sang Australia cùng với HMAS Vampire và HMS Tenedos, nhưng lực lượng được gọi quay trở lại. Chỉ chín ngày sau, Repulse và Tenedos mới gia nhập trở lại Lực lượng Z của Đô đốc Phillips và để tấn công lực lượng xâm chiếm Nhật Bản, nhưng bản thân ông tử trận khi cả Repulse và thiết giáp hạm HMS Prince of Wales bị đánh chìm bởi máy bay ném bom của Hải quân Đế quốc Nhật Bản ngoài khơi Malaya.
Jupiter đã đánh chìm tàu ngầm Nhật I-60 vào ngày 17 tháng 1 năm 1942. Dưới quyền chỉ huy của Hạm trưởng, Thiếu tá Hải quân Norman V. J. T. Thew, và đang khi di chuyển cùng lực lượng hải quân thuộc Bộ chỉ huy Mỹ-Anh-Hà Lan-Australia (ABDA) cho Trận chiến biển Java, Jupiter trúng phải một quả mìn và bị đắm ngoài khơi bờ biển phía Bắc Java trong biển Java vào ngày 27 tháng 2 năm 1942, lúc 21 giờ 16 phút, ở tọa độ 6°45′N 112°6′Đ / 6,75°N 112,1°Đ. Bãi mìn do chiếc tàu rải mìn Hà Lan Gouden Leeuw thả vào đầu ngày hôm đó; thoạt tiên vụ nổ được cho là bởi một quả ngư lôi Nhật.
Xác con tàu đắm đã được khám phá, và được Bộ Hải quân Anh mô tả "bị phá vỡ nhiều, một phần đã được trục vớt, và rất gần bờ biển Java".